# Interliga 2003/04
Die Saison 2003/04 der Interliga war die fünfte Austragung der als Nachfolger der Alpenliga konzipierten Eishockey-Meisterschaft und wurde mit insgesamt neun Mannschaften aus vier Staaten ausgespielt. Titelverteidiger war Alba Volán Székesfehérvár aus Ungarn, neuer Meister wurde mit Podhale Nowy Targ erstmals ein Teilnehmer aus Polen.

## Teilnehmer und Modus
Wie in den Jahren zuvor blieb das Teilnehmerfeld im Kern unverändert. Der Letztplatzierte HK Bled hatte jedoch die Liga ebenso wie der slowakische HKm Zvolen und der serbische HK Vojvodina Novi Sad verlassen. Dafür kamen drei Vertreter aus Polen hinzu, von denen die Mannschaft Podhale Nowy Targ die Meisterschaft gleich im ersten Anlauf gewinnen konnte.
Der Modus hatte sich ebenfalls verändert. Im Grunddurchgang wurde eine einfache Hin- und Rückrunde gespielt, was insgesamt sechzehn Runden ergab. Es folgten Playoffs mit Viertelfinale, Halbfinale und Finale, wobei alle Serien jedoch erstmals als Best-of-three-Serien ausgetragen wurden, sodass nur noch die Siege und kein Torverhältnis mehr ausschlaggebend waren. Die bis zur Vorsaison ausgetragenen Platzierungsspiele entfielen.

## Tabelle nach dem Grunddurchgang
| Platz | Team                      | Spiele | Pts | W (OTW) | L (OTL) | GF:GA | GD  |
| ----- | ------------------------- | ------ | --- | ------- | ------- | ----- | --- |
| 1     | Unia Oświęcim             | 16     | 39  | 13 (1)  | 3 (1)   | 65:41 | +24 |
| 2     | Alba Volán Székesfehérvár | 16     | 31  | 10 (1)  | 6 (2)   | 54:39 | +15 |
| 3     | Podhale Nowy Targ         | 16     | 29  | 10 (1)  | 6 (0)   | 63:40 | +23 |
| 4     | HDD Olimpija Ljubljana    | 16     | 25  | 8 (1)   | 8 (2)   | 41:37 | +4  |
| 5     | GKS Tychy                 | 16     | 22  | 7 (0)   | 9 (1)   | 58:64 | −6  |
| 6     | Dunaújvárosi Acélbikák    | 16     | 19  | 6 (2)   | 10 (3)  | 45:58 | −13 |
| 7     | KHL Medveščak Zagreb      | 16     | 19  | 7 (3)   | 9 (1)   | 31:52 | −21 |
| 8     | HK Jesenice               | 16     | 18  | 6 (1)   | 10 (1)  | 41:43 | −2  |
| 9     | HK Slavija Ljubljana      | 16     | 14  | 5 (2)   | 11 (1)  | 39:63 | −24 |

## Playoffs

### Viertelfinale
| Serie                                                    | Stand | Spiel 1 | Spiel 2 | Spiel 3 |
| -------------------------------------------------------- | ----- | ------- | ------- | ------- |
| Unia Oswiecim (1) – HK Jesenice (8)                      | 1:2   | 3:6     | 3:0     | 1:2     |
| HDD Olimpija Ljubljana (4) – GKS Tychy (5)               | 2:0   | 3:2     | 4:3     |         |
| Alba Volán Székesfehérvár (2) – KHL Medveščak Zagreb (7) | 2:0   | 5:4     | 2:1     |         |
| Podhale Nowy Targ (3) – Dunaújvárosi Acélbikák (6)       | 2:0   | 5:2     | 3:1     |         |

### Halbfinale
| Serie                                                 | Stand | Spiel 1   | Spiel 2   | Spiel 3 |
| ----------------------------------------------------- | ----- | --------- | --------- | ------- |
| Alba Volán Székesfehérvár (2) – Podhale Nowy Targ (3) | 1:2   | 1:2       | 4:3 n. P. | 1:6     |
| HDD Olimpija Ljubljana (4) – HK Jesenice (8)          | 0:2   | 1:2 n. P. | 3:4       |         |

### Finale
| Serie                                   | Stand | Spiel 1 | Spiel 2 | Spiel 3 |
| --------------------------------------- | ----- | ------- | ------- | ------- |
| Podhale Nowy Targ (3) – HK Jesenice (8) | 2:0   | 6:0     | 4:1     |         |

Mit dem 2:0 in der Finalserie sicherte sich der polnische Verein Podhale Nowy Targ seinen ersten Interliga-Meistertitel.

## Statistiken
| Topscorer | Topscorer           | Topscorer   | Topscorer | Topscorer | Topscorer | Topscorer | Topscorer |
| Rang      | Spieler             | Team        | GP        | G         | A         | Pts       | PIM       |
| --------- | ------------------- | ----------- | --------- | --------- | --------- | --------- | --------- |
| 1         | Jaroslaw Rozanski   | Podhale     | 22        | 15        | 11        | 26        | 26        |
| 2         | Balázs Ladányi      | Dunaújváros | 18        | 9         | 16        | 25        | 49        |
| 3         | Gábor Ocskay        | Alba Volán  | 20        | 7         | 18        | 25        | 37        |
| 4         | Krisztián Palkovics | Alba Volán  | 21        | 13        | 8         | 21        | 2         |
| 5         | Michal Radwanski    | Podhale     | 22        | 14        | 6         | 20        | 32        |
| 6         | Toni Tišlar         | Jesenice    | 23        | 7         | 13        | 20        | 38        |
| 7         | Martin Voznik       | Podhale     | 21        | 6         | 12        | 18        | 4         |
| 8         | Imre Peterdi        | Dunaújváros | 18        | 12        | 5         | 17        | 2         |
| 9         | Milan Baranyik      | Podhale     | 23        | 12        | 5         | 17        | 24        |
| 10        | Pavol Fedor         | Alba Volán  | 21        | 9         | 8         | 17        | 14        |